# Halectinosoma dimorphum
Halectinosoma dimorphum är en kräftdjursart som först beskrevs av Coull 1970.  Halectinosoma dimorphum ingår i släktet Halectinosoma och familjen Ectinosomatidae. Inga underarter finns listade i Catalogue of Life.